# Коул, Эрик
Э́рик Ко́ул (англ. Erik Cole; 6 ноября 1978, Осуиго, Нью-Йорк, США) — профессиональный американский хоккеист, в настоящее время — свободный агент.
На драфте НХЛ 1998 года выбран в 3 раунде под общим 71 номером командой «Каролина Харрикейнз». 1 июля 2008 года обменян в «Эдмонтон Ойлерз». 4 марта 2009 года обменян обратно в «Каролина Харрикейнз». 1 июня 2011 года заключил четырехлетний контракт с «Монреаль Канадиенс». 27 февраля 2013 года обменян в «Даллас Старз».
1 марта 2015 года «Даллас» обменял Коула и выбор в третьем раунде драфта-2015 в «Детройт Ред Уингз» на нападающего Маттиаса Янмарка, защитника Маттиаса Бэкмана и выбор во втором раунде того же драфта.

## Награды
- Чемпион немецкой лиги, 2005 («Айсберен Берлин»)
- Обладатель Кубка Стэнли, 2006 («Каролина Харрикейнз»)

## Статистика
```
                                            --- Regular Season ---  ---- Playoffs ----
Season   Team                        Lge    GP    G    A  Pts  PIM  GP   G   A Pts PIM
--------------------------------------------------------------------------------------
1995-96  Oswego Buccaneers           USHS   40   49   41   90   --  --  --  --  --  --
1996-97  Des Moines Buccaneers       USHL   48   30   34   64  140   5   2   0   2   8
1997-98  Clarkson University         NCAA   34   11   20   31   55  --  --  --  --  --
1998-99  Clarkson University         NCAA   36   22   20   42   50  --  --  --  --  --
1999-00  Clarkson University         NCAA   33   19   11   30   46  --  --  --  --  --
1999-00  Cincinnati Cyclones         IHL     9    4    3    7    2   7   1   1   2   2
2000-01  Cincinnati Cyclones         IHL    69   23   20   43   28   5   1   0   1   2
2001-02  Carolina Hurricanes         NHL    81   16   24   40   35  23   6   3   9  30
2002-03  Carolina Hurricanes         NHL    53   14   13   27   72  --  --  --  --  --
2003-04  Carolina Hurricanes         NHL    80   18   24   42   93  --  --  --  --  --
2004-05  Eisbären Berlin             DEL    39    6   21   27   76   8   5   1   6  37
2005-06  Carolina Hurricanes         NHL    60   30   29   59   54   2   0   0   0   0
2007-08  Carolina Hurricanes         NHL    73   22   29   51   76  --  --  --  --  --
2008-09  Edmonton Oilers             NHL    63   16   11   27   63  --  --  --  --  --
2008-09  Carolina Hurricanes         NHL    17    2   13   15   10  18   0   5   5  22
2009-10  Carolina Hurricanes         NHL    40   11    5   16   29  --  --  --  --  --
2010-11  Carolina Hurricanes         NHL    82   26   26   52   49  --  --  --  --  --
2011-12  Carolina Hurricanes         NHL    82   35   26   61   48  --  --  --  --  --
2012-13  Carolina Hurricanes         NHL    19    3    3    6   10  --  --  --  --  --
2012-13  Dallas Stars                NHL    28    6    1    7   10  --  --  --  --  --
2013-14  Dallas Stars                NHL    75   16   13   29   20   3   0   0   0   2
2014-15  Dallas Stars                NHL    57   18   15   33   14  --  --  --  --  --
2014-15  Detroit Red Wings           NHL    11    3    3    6    0  --  --  --  --  --
--------------------------------------------------------------------------------------
         NHL Totals                        892  265  267  532  659  46   6   8  14  54

```